# West Bridgewater
West Bridgewater – miasto w Stanach Zjednoczonych, w stanie Massachusetts, w hrabstwie Plymouth.
W mieście swoją siedzibę ma spółdzielnia Equal Exchange.